# Hirsutodynomene spinosa
Hirsutodynomene spinosa is een krabbensoort uit de familie van de Dynomenidae. De wetenschappelijke naam van de soort is voor het eerst geldig gepubliceerd in 1911 door Rathbun.